# Castillejo de Iniesta
Castillejo de Iniesta és un municipi de la província de Conca, a la Comunitat Autònoma de Castella la Manxa, amb una població de 221 habitants i una superfície de 27,7 km² (7,98 hab/km²).

## Demografia
| 1991 | 1996 | 2001 | 2004 |
| ---- | ---- | ---- | ---- |
| 190  | 205  | 186  | 183  |

## Política
El terme municipal de Castillejo està voltat pel de Iniesta. En els darrers anys hi ha un moviment que exigeix que s'elimine el mot "Iniesta" del nom oficial de Castillejo.

## Interès del lloc
Aquest petit poble es va fer famós durant la Guerra Civil espanyola per un cruel assassinat (el cas de José Martín Belmonte).